# Etapa Departamental de Puno 2024
La Etapa Departamental de Puno 2024 o Liga Departamental de Puno 2024 fue la edición número 58 de la competición futbolística Puneña.
El torneo otorga al cuadro campeón y subcampeón cupos para Copa Perú en su Etapa Nacional - Primera Fase. El mejor equipo de esta etapa departamental en la etapa nacional ascendera a la liga 3 2025. 

## Participantes
| Provincia             | Club                                        | Condición | Estadio                                                               |
| --------------------- | ------------------------------------------- | --- | --------------------------------------------------------------------- |
| Azangaro              | UNIÓN SORATIRA. CADEC CAPALLANI             | CAMPEON DE LA ETAPA PROVINCIAL DE AZANGARO SUBCAMPEON LA ETAPA PROVINCIAL DE AZANGARO                                           | Estadio polideportivo de Azangaro                                     |
| Carabaya              | CULTURAL TAMBILLO UFA PACAJE MACUSANI       | CAMPEON DE LA ETAPA PROVINCIAL DE CARABAYA SUBCAMPEON DE LA ETAPA PROVINCIAL DE CARABAYA                                        | Estadio Municipal Macusani                                            |
| Chucuito              | Municipal Desaguadero Cultural panamericana | CAMPEON DE LA ETAPA PROVINCIAL DE CHUCUITO SUBCAMPEON DE LA ETAPA PROVINCIAL DE CHUCUITO                                        | Estadio Rodolfo Ramos Catacora Estadio Municipal de Zepita            |
| El Collao             | Magisterio Ilave COL. Mariateguino          | CAMPEON DE LA ETAPA PROVINCIAL DE EL COLLAO SUBCAMPEON DE LA ETAPA PROVINCIAL DE EL COLLAO                                      | Estadio Modelo Ilave                                                  |
| Huancane              | Union Dinamo Taraco Diablos Rojos Huatasani | CAMPEON DE LA ETAPA PROVINCIAL DE HUANCANE SUBCAMPEON DE LA ETAPA PROVINCIAL DE HUANCANE                                        | Estadio municipal de taraco Estadio chirihuano de Huancane            |
| Lampa                 | Angeles de viscachani Puka llaqta           | CAMPEON DE LA ETAPA PROVINCIAL DE LAMPA SUBCAMPEON DE LA ETAPA PROVINCIAL DE LAMPA                                              | Estadio Municipal de pucara Estadio Municipal Fernando Romero Carreón |
| Melgar                | Cebollitas Macari Grupo Fameca              | CAMPEON DE LA ETAPA PROVINCIAL DE MELGAR SUBCAMPEON DE LA ETAPA PROVINCIAL DE MELGAR                                            | Estadio de Macari Estadio Municipal centenario de Ayaviri             |
| Puno                  | Defensor Carata Selección Lluco Coata       | CAMPEON DE LA ETAPA PROVINCIAL DE PUNO SUBCAMPEON DE LA ETAPA PROVINCIAL DE PUNO                                                | Estadio Municipal de Carata Estadio municipal de Coata                |
| San Antonio de Putina | Minera Los Andes Leones de san isidrio      | CAMPEON DE LA ETAPA PROVINCIAL DE PUTINA SUBCAMPEON DE LA ETAPA PROVINCIAL DE PUTINA                                            | Estadio Municipal de Ananea                                           |
| Sandia                | Peñon de Oro Racing Cuyo Cuyo               | CAMPEON DE LA ETAPA PROVINCIAL DE SANDIA SUBCAMPEON DE LA ETAPA PROVINCIAL DE SANDIA                                            | Estadio municipal de Yanahuara Estadio Municipal de Sandia            |
| San Roman             | Anba Peru DAC Cerro colorado Diablos Rojos  | CAMPEON DE LA ETAPA PROVINCIAL DE SAN ROMAN SUBCAMPEON DE LA ETAPA PROVINCIAL DE SAN ROMAN CUARTOFINALISTA DE LA COPA PERU 2023 | Estadio Guillermo Briceño Estadio Manuel a. Odria                     |

## Fase 1

#### Grupo A
| Equipo                     | Pts | PJ | PG | PE | PP | GF | GC | Dif |
| -------------------------- | --- | -- | -- | -- | -- | -- | -- | --- |
| Union Soratira (C)         | 16  | 6  | 4  | 1  | 0  | 17 | 5  | +18 |
| Peñon De Oro (C)           | 13  | 6  | 2  | 1  | 0  | 12 | 8  | +10 |
| Municipal Puka Llaqta      | 6   | 6  | 1  | 0  | 2  | 8  | 10 | -4  |
| Diablos rojos de Huatasani | 0   | 6  | 0  | 0  | 3  | 4  | 20 | −20 |

Fuenteː Liga departamental de Puno ː 
| Fecha 1                    | Fecha 1   | Fecha 1               | Fecha 1                        | Fecha 1     | Fecha 1     |
| Local                      | Resultado | Visitante             | Estadio                        | Fecha       | Hora        |
| -------------------------- | --------- | --------------------- | ------------------------------ | ----------- | ----------- |
| Peñon de oro               | 3 – 3     | Union Soratira        | Estadio Municipal de Yanahuara | 4 de agosto | 14:00 15ː30 |
| Diablos rojos de huatasani | 1 – 3     | Municipal Puka Llaqta | Estadio Chirihuano de Huancane | 4 de agosto | 14:00 15ː30 |

| Fecha 2                    | Fecha 2   | Fecha 2        | Fecha 2                                   | Fecha 2     | Fecha 2 |
| Local                      | Resultado | Visitante      | Estadio                                   | Fecha       | Hora    |
| -------------------------- | --------- | -------------- | ----------------------------------------- | ----------- | ------- |
| Municipal Puka Llaqta      | 1 – 2     | Peñon De Oro   | Estadio Municipal Fernando Romero Carreón | 8 de agosto | 15:00   |
| Diablos Rojos de Huatasani | 1 – 5     | Union Soratira | Estadio Chirihuano de Huancane            | 8 de agosto | 15:00   |

| Fecha 3        | Fecha 3   | Fecha 3                    | Fecha 3                           | Fecha 3      | Fecha 3 |
| Local          | Resultado | Visitante                  | Estadio                           | Fecha        | Hora    |
| -------------- | --------- | -------------------------- | --------------------------------- | ------------ | ------- |
| Peñon De Oro   | 5-1       | Diablos Rojos de Huatasani | Estadio Municipal de Yanahuara    | 11 de agosto | 14ː00   |
| Union Soratira | 4-0       | Municipal Puka Llaqta      | Estadio Polideportivo de Azangaro | 11 de agosto | 15ː00   |

| Fecha 4               | Fecha 4   | Fecha 4                    | Fecha 4                                   | Fecha 4       | Fecha 4 |
| Local                 | Resultado | Visitante                  | Estadio                                   | Fecha         | Hora    |
| --------------------- | --------- | -------------------------- | ----------------------------------------- | ------------- | ------- |
| Union Soratira        | 2-0       | Peñon De Oro               | Estadio Polideportivo de Azangaro         | 14 de agosto  | 15:00   |
| Municipal Puka Llaqta | 3-0       | Diablos Rojos de Huatasani | Estadio Municipal Fernando Romero Carreón | 15 de agosto. | 15:00   |

| Fecha 5                    | Fecha 5   | Fecha 5        | Fecha 5                                   | Fecha 5      | Fecha 5 |
| Local                      | Resultado | Visitante      | Estadio                                   | Fecha        | Hora    |
| -------------------------- | --------- | -------------- | ----------------------------------------- | ------------ | ------- |
| Municipal Puka Llaqta      | 1-2       | Union Soratira | Estadio Municipal Fernando Romero Carreón | 18 de agosto | 15ː00   |
| Diablos Rojos de Huatasani | 1-2       | Peñon de oro   | Estadio Chirihuano de Huancane            | 18 de agosto | 15ː00   |

| Fecha 6        | Fecha 6   | Fecha 6                    | Fecha 6                           | Fecha 6      | Fecha 6     |
| Local          | Resultado | Visitante                  | Estadio                           | Fecha        | Hora        |
| -------------- | --------- | -------------------------- | --------------------------------- | ------------ | ----------- |
| Peñon de oro   | 2-0       | Municipal Puka Llaqta      | Estadio Municipal de Yanahuara    | 22 de agosto | 14:00 15ː00 |
| Union Soratira | 1 – 3     | Diablos Rojos de Huatasani | Estadio Polideportivo de Azangaro | 21 de agosto | 14:00 15ː00 |

|}

#### Grupo B
| Equipo            | Pts | PJ | PG | PE | PP | GF | GC | Dif |
| ----------------- | --- | -- | -- | -- | -- | -- | -- | --- |
| Diablos Rojos     | 13  | 6  | 4  | 1  | 1  | 10 | 6  | +4  |
| Racing Cuyo Cuyo  | 11  | 6  | 3  | 2  | 1  | 10 | 5  | +5  |
| Mineria Los Andes | 7   | 6  | 2  | 1  | 3  | 7  | 11 | −4  |
| Grupo Fameca      | 2   | 6  | 0  | 2  | 4  | 7  | 12 | −2  |

| Fecha 1           | Fecha 1   | Fecha 1             | Fecha 1                                 | Fecha 1     | Fecha 1     |
| Local             | Resultado | Visitante           | Estadio                                 | Fecha       | Hora        |
| ----------------- | --------- | ------------------- | --------------------------------------- | ----------- | ----------- |
| Mineria Los Andes | 1-1       | Racing de Cuyo Cuyo | Estadio Municipal de Ananea             | 4 de agosto | 14:00 14ː30 |
| Grupo Fameca      | 2-2       | Diablos Rojos       | Estadio Municipal Centenario de Ayaviri | 4 de agosto | 14:00 14ː30 |

| Fecha 2       | Fecha 2   | Fecha 2             | Fecha 2                                 | Fecha 2     | Fecha 2 |
| Local         | Resultado | Visitante           | Estadio                                 | Fecha       | Hora    |
| ------------- | --------- | ------------------- | --------------------------------------- | ----------- | ------- |
| Grupo Fameca  | 2-2       | Racing de Cuyo Cuyo | Estadio Municipal Centenario de Ayaviri | 8 de agosto | 14ː30   |
| Diablos Rojos | 3-1       | Mineria Los Andes   | Estadio Guillermo Briceño RosaMerina    | 8 de agosto | 15ː00   |

| Fecha 3             | Fecha 3   | Fecha 3       | Fecha 3                     | Fecha 3      | Fecha 3 |
| Local               | Resultado | Visitante     | Estadio                     | Fecha        | Hora    |
| ------------------- | --------- | ------------- | --------------------------- | ------------ | ------- |
| Mineria Los Andes   | 3-0       | Grupo Fameca  | Estadio Municipal de Ananea | 11 de agosto | 15ː00   |
| Racing de Cuyo Cuyo | 2-0       | Diablos Rojos | Estadio Municipal de Sandia | 11 de agosto | 14ː00   |

| Fecha 4             | Fecha 4   | Fecha 4           | Fecha 4                              | Fecha 4      | Fecha 4 |
| Local               | Resultado | Visitante         | Estadio                              | Fecha        | Hora    |
| ------------------- | --------- | ----------------- | ------------------------------------ | ------------ | ------- |
| Racing de Cuyo Cuyo | 2-0       | Mineria Los Andes | Estadio Municipal de Sandia          | 15 de agosto | 14ː00   |
| Diablos Rojos       | 2-1       | Grupo Fameca      | Estadio Guillermo Briceño RosaMerina | 15 de agosto | 15ː00   |

| Fecha 5             | Fecha 5   | Fecha 5       | Fecha 5                     | Fecha 5      | Fecha 5     |
| Local               | Resultado | Visitante     | Estadio                     | Fecha        | Hora        |
| ------------------- | --------- | ------------- | --------------------------- | ------------ | ----------- |
| Mineria Los Andes   | 0-2       | Diablos Rojos | Estadio Municipal de Ananea | 18 de agosto | 14ː00 15ː00 |
| Racing de Cuyo Cuyo | 3-1       | Grupo Fameca  | Estadio Municipal de Sandia | 18 de agosto | 14ː00 15ː00 |

| Fecha 6       | Fecha 6   | Fecha 6             | Fecha 6                                 | Fecha 6      | Fecha 6 |
| Local         | Resultado | Visitante           | Estadio                                 | Fecha        | Hora    |
| ------------- | --------- | ------------------- | --------------------------------------- | ------------ | ------- |
| Diablos Rojos | 1-0       | Racing de Cuyo Cuyo | Estadio Guillermo Briceño RosaMerina    | 22 de agosto | 15ː00   |
| Grupo Fameca  | 1-2       | Mineria Los Andes   | Estadio Municipal Centenario de Ayaviri | 22 de agosto | 15ː00   |

#### Grupo C
| Equipo                      | Pts | PJ | PG | PE | PP | GF | GC | Dif |
| --------------------------- | --- | -- | -- | -- | -- | -- | -- | --- |
| Amba Peru                   | 15  | 6  | 4  | 0  | 1  | 19 | 5  | +14 |
| Union Angeles de Vizcachani | 15  | 6  | 3  | 0  | 1  | 14 | 3  | +11 |
| Cultural Panamericana       | 3   | 6  | 1  | 0  | 5  | 11 | 23 | −12 |
| Leones San Isidro           | 3   | 6  | 1  | 0  | 5  | 6  | 21 | -15 |

| Fecha 1                      | Fecha 1   | Fecha 1           | Fecha 1                     | Fecha 1     | Fecha 1     |
| Local                        | Resultado | Visitante         | Estadio                     | Fecha       | Hora        |
| ---------------------------- | --------- | ----------------- | --------------------------- | ----------- | ----------- |
| Union Angeles de Vizcachani  | 2–0       | Leones San Isidro | Estadio Municipal de Pucará | 4 de agosto | 14:00 15ː00 |
| Cultural Panamericana Zepita | 0 – 3     | Amba Peru         | Estadio Municipal de Zepita | 4 de agosto | 14:00 15ː00 |

| Fecha 2                      | Fecha 2   | Fecha 2                     | Fecha 2                              | Fecha 2     | Fecha 2 |
| Local                        | Resultado | Visitante                   | Estadio                              | Fecha       | Hora    |
| ---------------------------- | --------- | --------------------------- | ------------------------------------ | ----------- | ------- |
| Amba Peru                    | 2-1       | Union Angeles de Vizcachani | Estadio Guillermo Briceño RosaMerina | 8 de agosto | 15:00   |
| Cultural Panamericana Zepita | 3-4       | Leones San Isidro           | Estadio Municipal de Zepita          | 8 de agosto | 15:00   |

| Fecha 3                     | Fecha 3   | Fecha 3                      | Fecha 3                     | Fecha 3      | Fecha 3 |
| Local                       | Resultado | Visitante                    | Estadio                     | Fecha        | Hora    |
| --------------------------- | --------- | ---------------------------- | --------------------------- | ------------ | ------- |
| Union Angeles de Vizcachani | 5-1       | Cultural Panamericana Zepita | Estadio Municipal de Pucará | 11 de agosto | 15ː00   |
| Leones San Isidro           | 0-3       | Amba Peru                    | Estadio Municipal de Ananea | 11 de agosto | 14ː00   |

| Fecha 4           | Fecha 4   | Fecha 4                      | Fecha 4                              | Fecha 4      | Fecha 4 |
| Local             | Resultado | Visitante                    | Estadio                              | Fecha        | Hora    |
| ----------------- | --------- | ---------------------------- | ------------------------------------ | ------------ | ------- |
| Amba Peru         | 7-2       | Cultural Panamericana Zepita | Estadio Guillermo Briceño RosaMerina | 15 de agosto | 13ː00   |
| Leones San Isidro | 0-2       | Union Angeles de Vizcachani  | Estadio Municipal de Ananea          | 15 de agosto | 15ː00   |

| Fecha 5                     | Fecha 5   | Fecha 5                      | Fecha 5                     | Fecha 5      | Fecha 5 |
| Local                       | Resultado | Visitante                    | Estadio                     | Fecha        | Hora    |
| --------------------------- | --------- | ---------------------------- | --------------------------- | ------------ | ------- |
| Union Angeles de Vizcachani | 1-0       | Amba Peru                    | Estadio Municipal de Pucará | 18 de agosto | 15ː00   |
| Leones San Isidro           | 1-5       | Cultural Panamericana Zepita | Estadio Municipal de Ananea | 18 de agosto | 15ː00   |

| Fecha 6                      | Fecha 6   | Fecha 6                     | Fecha 6                              | Fecha 6      | Fecha 6     |
| Local                        | Resultado | Visitante                   | Estadio                              | Fecha        | Hora        |
| ---------------------------- | --------- | --------------------------- | ------------------------------------ | ------------ | ----------- |
| Amba Peru                    | 4-1       | Leones San Isidro           | Estadio Guillermo Briceño RosaMerina | 22 de agosto | 13ː00 15ː00 |
| Cultural Panamericana Zepita | 0-3       | Union Angeles de Vizcachani | Estadio Municipal de Zepita          | 22 de agosto | 13ː00 15ː00 |

#### Grupo D
| Equipo                   | Pts | PJ | PG | PE | PP | GF | GC | Dif |
| ------------------------ | --- | -- | -- | -- | -- | -- | -- | --- |
| Cadec Capallani          | 9   | 3  | 3  | 0  | 0  | 7  | 3  | +5  |
| Municipal de Desaguadero | 4   | 3  | 1  | 1  | 2  | 4  | 5  | −1  |
| Magisterio Ilave         | 3   | 3  | 1  | 0  | 1  | 4  | 8  | −1  |
| DAC Cerro Colorado       | 1   | 3  | 0  | 1  | 1  | 3  | 5  | -3  |

| Fecha 1            | Fecha 1   | Fecha 1                  | Fecha 1                           | Fecha 1     | Fecha 1     |
| Local              | Resultado | Visitante                | Estadio                           | Fecha       | Hora        |
| ------------------ | --------- | ------------------------ | --------------------------------- | ----------- | ----------- |
| DAC Cerro Colorado | 1 – 1     | Municipal de Desaguadero | Estadio Manuel Odria              | 4 de agosto | 14:30 15ː30 |
| Cadec Capallani    | 2 – 1     | Magisterio Ilave         | Estadio Polideportivo de Azangaro | 4 de agosto | 14:30 15ː30 |

| Fecha 2          | Fecha 2   | Fecha 2                  | Fecha 2                           | Fecha 2     | Fecha 2 |
| Local            | Resultado | Visitante                | Estadio                           | Fecha       | Hora    |
| ---------------- | --------- | ------------------------ | --------------------------------- | ----------- | ------- |
| Magisterio Ilave | 1 – 0     | DAC Cerro Colorado       | Estadio Modelo de Ilave           | 8 de agosto | 15:00   |
| Cadec Capallani  | 2–0       | Municipal de Desaguadero | Estadio Polideportivo de Azangaro | 8 de agosto | 15:00   |

| Fecha 3                  | Fecha 3   | Fecha 3          | Fecha 3                        | Fecha 3      | Fecha 3 |
| Local                    | Resultado | Visitante        | Estadio                        | Fecha        | Hora    |
| ------------------------ | --------- | ---------------- | ------------------------------ | ------------ | ------- |
| DAC Cerro Colorado       | 1-3       | Cadec Capallani  | Estadio Manuel Odria           | 11 de agosto | 15ː00   |
| Municipal de Desaguadero | 3-2       | Magisterio Ilave | Estadio Rodolfo Ramos Catacora | 11 de agosto | 15ː00   |

| Fecha 4                  | Fecha 4   | Fecha 4            | Fecha 4                        | Fecha 4      | Fecha 4 |
| Local                    | Resultado | Visitante          | Estadio                        | Fecha        | Hora    |
| ------------------------ | --------- | ------------------ | ------------------------------ | ------------ | ------- |
| Municipal de Desaguadero | 1-2       | DAC Cerro Colorado | Estadio Rodolfo Ramos Catacora | 14 de agosto | 15ː00   |
| Magisterio Ilave         | 1-0       | Cadec Capallani    | Estadio Modelo de Ilave        | 14 de agosto | 15ː00   |

| Fecha 5          | Fecha 5   | Fecha 5                  | Fecha 5                           | Fecha 5      | Fecha 5 |
| Local            | Resultado | Visitante                | Estadio                           | Fecha        | Hora    |
| ---------------- | --------- | ------------------------ | --------------------------------- | ------------ | ------- |
| Magisterio Ilave | 5-0       | Municipal de Desaguadero | Estadio Modelo de Ilave           | 18 de agosto | 15ː00   |
| Cadec Capallani  | 3-1       | DAC Cerro Colorado       | Estadio Polideportivo de Azangaro | 18 de agosto | 15ː00   |

#### Grupo E
| Equipo                 | Pts | PJ | PG | PE | PP | GF | GC | Dif |
| ---------------------- | --- | -- | -- | -- | -- | -- | -- | --- |
| Cultural Tambillo      | 9   | 6  | 5  | 0  | 1  | 22 | 3  | +19 |
| Defensor Carata        | 6   | 6  | 4  | 0  | 2  | 13 | 10 | +3  |
| Union Dinamo de Taraco | 0   | 6  | 2  | 0  | 4  | 12 | 24 | −12 |
| Cni Mareateguino       | 3   | 6  | 1  | 0  | 4  | 11 | 21 | +10 |

| Fecha 1           | Fecha 1   | Fecha 1                | Fecha 1                       | Fecha 1     | Fecha 1     |
| Local             | Resultado | Visitante              | Estadio                       | Fecha       | Hora        |
| ----------------- | --------- | ---------------------- | ----------------------------- | ----------- | ----------- |
| Cultural Tambillo | 4–0       | Defensor Carata        | Estadio Municipal de Macusani | 4 de agosto | 14:00 15ː00 |
| Cni Mareateguino  | 4 – 2     | Union Dinamo de Taraco | Estadio Modelo de Ilave       | 4 de agosto | 14:00 15ː00 |

| Fecha 2                | Fecha 2   | Fecha 2           | Fecha 2                     | Fecha 2     | Fecha 2 |
| Local                  | Resultado | Visitante         | Estadio                     | Fecha       | Hora    |
| ---------------------- | --------- | ----------------- | --------------------------- | ----------- | ------- |
| Union Dinamo de Taraco | 0-1       | Cultural Tambillo | Estadio Municipal de Taraco | 8 de agosto | 15:00   |
| Cni Mareateguino       | 0-3       | Defensor Carata   | Estadio Modelo de Ilave     | 8 de agosto | 15:00   |

| Fecha 3           | Fecha 3   | Fecha 3                | Fecha 3                       | Fecha 3      | Fecha 3 |
| Local             | Resultado | Visitante              | Estadio                       | Fecha        | Hora    |
| ----------------- | --------- | ---------------------- | ----------------------------- | ------------ | ------- |
| Cultural Tambillo | 5-2       | Cni Mareateguino       | Estadio Municipal de Macusani | 11 de agosto | 14ː00   |
| Defensor Carata   | 4-2       | Union Dinamo de Taraco | Estadio Municipal de Carata   | 11 de agosto | 15ː00   |

| Fecha 4                | Fecha 4   | Fecha 4           | Fecha 4                     | Fecha 4      | Fecha 4     |
| Local                  | Resultado | Visitante         | Estadio                     | Fecha        | Hora        |
| ---------------------- | --------- | ----------------- | --------------------------- | ------------ | ----------- |
| Defensor Carata        | 1–0       | Cultural Tambillo | Estadio Municipal de Carata | 14 de agosto | 14:00 14ː30 |
| Union Dinamo de Taraco | 4 – 2     | Cni Mareateguino  | Estadio Municipal de Taraco | 15 de agosto | 14:00 14ː30 |

| Fecha 5                | Fecha 5   | Fecha 5           | Fecha 5                     | Fecha 5                   | Fecha 5 |
| Local                  | Resultado | Visitante         | Estadio                     | Fecha                     | Hora    |
| ---------------------- | --------- | ----------------- | --------------------------- | ------------------------- | ------- |
| Union Dinamo de Taraco | 3-2       | Defensor Carata   | Estadio Municipal de Taraco | 18 de agosto 17 de agosto | 15:00   |
| Cni Mareateguino       | 0-3       | Cultural Tambillo | Estadio Modelo de Ilave     | 18 de agosto 17 de agosto | 15:00   |

| Fecha 6           | Fecha 6   | Fecha 6                | Fecha 6                       | Fecha 6      | Fecha 6 |
| Local             | Resultado | Visitante              | Estadio                       | Fecha        | Hora    |
| ----------------- | --------- | ---------------------- | ----------------------------- | ------------ | ------- |
| Cultural Tambillo | 9-0       | Union Dinamo de Taraco | Estadio Municipal de Macusani | 21 de agosto | 14ː00   |
| Defensor Carata   | 3-1       | Cni Mareateguino       | Estadio Municipal de Carata   | 21 de agosto | 14ː00   |

#### Grupo F
| Equipo                  | Pts | PJ | PG | PE | PP | GF | GC | Dif |
| ----------------------- | --- | -- | -- | -- | -- | -- | -- | --- |
| Ufa Pacaje Macusani (C) | 9   | 4  | 3  | 0  | 0  | 6  | 3  | +3  |
| Cebollitas Macari       | 5   | 4  | 1  | 2  | 0  | 3  | 2  | 0   |
| Selección Iluco Coata   | 2   | 4  | 0  | 2  | 1  | 1  | 3  | -3  |

| Fecha 1                        | Fecha 1   | Fecha 1           | Fecha 1                    | Fecha 1     | Fecha 1 |
| Local                          | Resultado | Visitante         | Estadio                    | Fecha       | Hora    |
| ------------------------------ | --------- | ----------------- | -------------------------- | ----------- | ------- |
| Selección Lluco Coata          | 1-1       | Cebollitas Macari | Estadio Municipal de Coata | 4 de agosto | 13.00   |
| Descansa ː Ufa Pacaje Macusani |           |                   |                            |             |         |

| Fecha 2                    | Fecha 2   | Fecha 2               | Fecha 2                       | Fecha 2     | Fecha 2 |
| Local                      | Resultado | Visitante             | Estadio                       | Fecha       | Hora    |
| -------------------------- | --------- | --------------------- | ----------------------------- | ----------- | ------- |
| Ufa Pacaje Macusani        | 2-0       | Selección Lluco Coata | Estadio Municipal de Macusani | 8 de agosto | 15:00   |
| Descansa Cebollitas Macari |           |                       |                               |             |         |

| Fecha 3                        | Fecha 3   | Fecha 3             | Fecha 3           | Fecha 3      | Fecha 3 |
| Local                          | Resultado | Visitante           | Estadio           | Fecha        | Hora    |
| ------------------------------ | --------- | ------------------- | ----------------- | ------------ | ------- |
| Cebollitas Macari              | 2-1       | Ufa Pacaje Macusani | Estadio de Macari | 11 de agosto | 15ː00   |
| Descansa Selección Lluco Coata |           |                     |                   |              |         |

| Fecha 4                        | Fecha 4   | Fecha 4               | Fecha 4           | Fecha 4      | Fecha 4 |
| Local                          | Resultado | Visitante             | Estadio           | Fecha        | Hora    |
| ------------------------------ | --------- | --------------------- | ----------------- | ------------ | ------- |
| Cebollitas Macari              | 0-0       | Selección Lluco Coata | Estadio de Macari | 14 de agosto | 14.00   |
| Descansa ː Ufa Pacaje Macusani |           |                       |                   |              |         |

| Fecha 5                        | Fecha 5   | Fecha 5           | Fecha 5                       | Fecha 5      | Fecha 5 |
| Local                          | Resultado | Visitante         | Estadio                       | Fecha        | Hora    |
| ------------------------------ | --------- | ----------------- | ----------------------------- | ------------ | ------- |
| Ufa Pacaje Macusani            | 2-1       | Cebollitas Macari | Estadio Municipal de Macusani | 15 de agosto | 14ː30   |
| Descansa Selección Lluco Coata |           |                   |                               |              |         |

| Fecha 6                    | Fecha 6   | Fecha 6             | Fecha 6                       | Fecha 6      | Fecha 6 |
| Local                      | Resultado | Visitante           | Estadio                       | Fecha        | Hora    |
| -------------------------- | --------- | ------------------- | ----------------------------- | ------------ | ------- |
| Selección Lluco Coata      | 0-1       | Ufa Pacaje Macusani | Estadio Municipal de Macusani | 22 de agosto | 13ː00   |
| Descansa Cebollitas Macari |           |                     |                               |              |         |

## Fase 2

#### Serie A
| Equipo                      | Pts | PJ | PG | PE | PP | GF | GC | Dif | Clasificación                             |
| --------------------------- | --- | -- | -- | -- | -- | -- | -- | --- | ----------------------------------------- |
| Union Soratira              | 13  | 6  | 4  | 1  | 1  | 13 | 6  | +7  | Clasifican al Cuadrangular final          |
| Diablos Rojos (C)           | 10  | 6  | 2  | 4  | 0  | 9  | 6  | +4  | Clasifica al partido por el mejor segundo |
| Ufa Pacaje Macusani         | 7   | 6  | 2  | 1  | 3  | 9  | 14 | -5  | Eliminado                                 |
| Union Angeles de Vizcachani | 2   | 6  | 0  | 6  | 4  | 6  | 11 | -5  | Eliminado                                 |

Partidosː  Fuenteː Liga departamental de Puno 
| Fecha 1                     | Fecha 1   | Fecha 1             | Fecha 1                           | Fecha 1      | Fecha 1 |
| Local                       | Resultado | Visitante           | Estadio                           | Fecha        | Hora    |
| --------------------------- | --------- | ------------------- | --------------------------------- | ------------ | ------- |
| Union Soratira              | 1-2       | Diablos Rojos       | Estadio Polideportivo de Azangaro | 24 de agosto | 15.00   |
| Union Angeles de Vizcachani | 2-3       | Ufa Pacaje Macusani | Estadio Municipal de Pucará       | 25 de agosto | 14ː00   |

| Fecha 2             | Fecha 2   | Fecha 2                     | Fecha 2                              | Fecha 2      | Fecha 2 |
| Local               | Resultado | Visitante                   | Estadio                              | Fecha        | Hora    |
| ------------------- | --------- | --------------------------- | ------------------------------------ | ------------ | ------- |
| Ufa Pacaje Macusani | 2-4       | Union Soratira              | Estadio Municipal de Macusani        | 29 de agosto | 15ː00   |
| Diablos Rojos       | 1-1       | Union Angeles de Vizcachani | Estadio Guillermo Briceño RosaMerina | 29 de agosto | 15ː00   |

| Fecha 3             | Fecha 3   | Fecha 3                     | Fecha 3                           | Fecha 3         | Fecha 3 |
| Local               | Resultado | Visitante                   | Estadio                           | Fecha           | Hora    |
| ------------------- | --------- | --------------------------- | --------------------------------- | --------------- | ------- |
| Ufa Pacaje Macusani | 1-3       | Diablos Rojos               | Estadio Municipal de Macusani     | 1 de septiembre | 14ː00   |
| Union Soratira      | 2-1       | Union Angeles de Vizcachani | Estadio Polideportivo de Azangaro | 1 de septiembre | 14ː00   |

| Fecha 4                     | Fecha 4   | Fecha 4             | Fecha 4                              | Fecha 4         | Fecha 4 |
| Local                       | Resultado | Visitante           | Estadio                              | Fecha           | Hora    |
| --------------------------- | --------- | ------------------- | ------------------------------------ | --------------- | ------- |
| Diablos Rojos               | 1-1       | Ufa Pacaje Macusani | Estadio Guillermo Briceño RosaMerina | 5 de septiembre | 15ː00   |
| Union Angeles de Vizcachani | 0-2       | Union Soratira      | Estadio Municipal de Pucará          | 5 de septiembre | 14ː00   |

| Fecha 5             | Fecha 5   | Fecha 5                     | Fecha 5                              | Fecha 5         | Fecha 5 |
| Local               | Resultado | Visitante                   | Estadio                              | Fecha           | Hora    |
| ------------------- | --------- | --------------------------- | ------------------------------------ | --------------- | ------- |
| Diablos Rojos       | 0-0       | Union Soratira              | Estadio Guillermo Briceño RosaMerina | 8 de septiembre | 15ː00   |
| Ufa Pacaje Macusani | 1-0       | Union Angeles de Vizcachani | Estadio Municipal de Macusani        | 8 de septiembre | 15ː00   |

| Fecha 6                     | Fecha 6   | Fecha 6             | Fecha 6                           | Fecha 6          | Fecha 6 |
| Local                       | Resultado | Visitante           | Estadio                           | Fecha            | Hora    |
| --------------------------- | --------- | ------------------- | --------------------------------- | ---------------- | ------- |
| Union Soratira              | 4-1       | Ufa Pacaje Macusani | Estadio Polideportivo de Azangaro | 12 de septiembre | 15ː00   |
| Union Angeles de Vizcachani | 2-2       | Diablos Rojos       | Estadio Municipal de Pucará       | 12 de septiembre | 15ː00   |

#### Serie B
| Equipo            | Pts | PJ | PG | PE | PP | GF | GC | Dif | Clasificación                   |
| ----------------- | --- | -- | -- | -- | -- | -- | -- | --- | ------------------------------- |
| Amba Peru         | 10  | 6  | 4  | 1  | 1  | 11 | 3  | 8   | Clasifica al Cuadrangular final |
| Peñon De Oro      | 8   | 6  | 2  | 2  | 2  | 5  | 7  | -1  | Eliminados                      |
| Mineria Los Andes | 7   | 6  | 2  | 1  | 2  | 7  | 8  | -1  | Eliminados                      |
| Magisterio Ilave  | 5   | 6  | 1  | 2  | 3  | 6  | 13 | -2  | Eliminados                      |

Partidosː  Fuenteː Liga departamental de Puno 
| Fecha 1           | Fecha 1   | Fecha 1          | Fecha 1                              | Fecha 1      | Fecha 1 |
| Local             | Resultado | Visitante        | Estadio                              | Fecha        | Hora    |
| ----------------- | --------- | ---------------- | ------------------------------------ | ------------ | ------- |
| Amba Peru         | 1-0       | Peñon de oro     | Estadio Guillermo Briceño RosaMerina | 25 de agosto | 14.00   |
| Mineria Los Andes | 1-1       | Magisterio Ilave | Estadio Municipal de Ananea          | 25 de agosto | 15ː00   |

| Fecha 2           | Fecha 2   | Fecha 2      | Fecha 2                     | Fecha 2      | Fecha 2 |
| Local             | Resultado | Visitante    | Estadio                     | Fecha        | Hora    |
| ----------------- | --------- | ------------ | --------------------------- | ------------ | ------- |
| Magisterio Ilave  | 2-1       | Amba Peru    | Estadio Modelo de Ilave     | 28 de agosto | 15ː00   |
| Mineria Los Andes | 3-1       | Peñon de oro | Estadio Municipal de Ananea | 29 de agosto | 15ː00   |

| Fecha 3          | Fecha 3   | Fecha 3           | Fecha 3                              | Fecha 3     | Fecha 3 |
| Local            | Resultado | Visitante         | Estadio                              | Fecha       | Hora    |
| ---------------- | --------- | ----------------- | ------------------------------------ | ----------- | ------- |
| Magisterio Ilave | 1-1       | Peñon de oro      | Estadio Modelo de Ilave              | 1 de agosto | 15ː00   |
| Amba Peru        | 2-0       | Mineria Los Andes | Estadio Guillermo Briceño RosaMerina | 1 de agosto | 15ː00   |

| Fecha 4           | Fecha 4   | Fecha 4          | Fecha 4                        | Fecha 4         | Fecha 4 |
| Local             | Resultado | Visitante        | Estadio                        | Fecha           | Hora    |
| ----------------- | --------- | ---------------- | ------------------------------ | --------------- | ------- |
| Peñon de oro      | 3-2       | Magisterio Ilave | Estadio Municipal de Yanahuara | 5 de septiembre | 14ː00   |
| Mineria Los Andes | 1-2       | Amba Peru        | Estadio Municipal de Ananea    | 5 de septiembre | 15ː00   |

| Fecha 5          | Fecha 5   | Fecha 5           | Fecha 5                        | Fecha 5         | Fecha 5 |
| Local            | Resultado | Visitante         | Estadio                        | Fecha           | Hora    |
| ---------------- | --------- | ----------------- | ------------------------------ | --------------- | ------- |
| Peñon de oro     | 0-0       | Amba Peru         | Estadio Municipal de Yanahuara | 8 de septiembre | 14ː00   |
| Magisterio Ilave | 1-2       | Mineria Los Andes | Estadio Modelo de Ilave        | 8 de septiembre | 15ː00   |

| Fecha 6      | Fecha 6   | Fecha 6           | Fecha 6                              | Fecha 6          | Fecha 6 |
| Local        | Resultado | Visitante         | Estadio                              | Fecha            | Hora    |
| ------------ | --------- | ----------------- | ------------------------------------ | ---------------- | ------- |
| Amba Peru    | 5-0       | Magisterio Ilave  | Estadio Guillermo Briceño RosaMerina | 12 de septiembre | 15ː00   |
| Peñon de oro | 1-0       | Mineria Los Andes | Estadio Municipal de Yanahuara       | 12 de septiembre | 14ː00   |

#### Serie C
| Equipo                | Pts | PJ | PG | PE | PP | GF | GC | Dif | Estado                                    |
| --------------------- | --- | -- | -- | -- | -- | -- | -- | --- | ----------------------------------------- |
| Cultural Tambillo (C) | 14  | 6  | 4  | 2  | 0  | 10 | 3  | 7   | Clasifican al Cuadrangular final          |
| Racing de Cuyo Cuyo   | 10  | 6  | 3  | 1  | 2  | 13 | 10 | 3   | Clasifica al partido por el mejor segundo |
| Cadec Capallani       | 7   | 6  | 2  | 1  | 3  | 10 | 10 | 0   | Eliminados                                |
| Defensor Carata       | 2   | 6  | 0  | 4  | 2  | 4  | 14 | -10 | Eliminados                                |

Partidosː  Fuenteː Liga departamental de Puno 
| Fecha 1           | Fecha 1   | Fecha 1             | Fecha 1                       | Fecha 1      | Fecha 1 |
| Local             | Resultado | Visitante           | Estadio                       | Fecha        | Hora    |
| ----------------- | --------- | ------------------- | ----------------------------- | ------------ | ------- |
| Cultural Tambillo | 2-0       | Racing de Cuyo Cuyo | Estadio Municipal de Macusani | 25 de agosto | 14.00   |
| Defensor Carata   | 0-0       | Cadec Capallani     | Estadio Municipal de Carata   | 25 de agosto | 15ː00   |

| Fecha 2             | Fecha 2   | Fecha 2           | Fecha 2                           | Fecha 2      | Fecha 2 |
| Local               | Resultado | Visitante         | Estadio                           | Fecha        | Hora    |
| ------------------- | --------- | ----------------- | --------------------------------- | ------------ | ------- |
| Cadec Capallani     | 0-1       | Cultural Tambillo | Estadio Polideportivo de Azangaro | 28 de agosto | 15ː00   |
| Racing de Cuyo Cuyo | 2-0       | Defensor Carata   | Estadio Municipal de Sandia       | 29 de agosto | 15ː00   |

| Fecha 3             | Fecha 3   | Fecha 3           | Fecha 3                     | Fecha 3         | Fecha 3 |
| Local               | Resultado | Visitante         | Estadio                     | Fecha           | Hora    |
| ------------------- | --------- | ----------------- | --------------------------- | --------------- | ------- |
| Racing de Cuyo Cuyo | 2-1       | Cadec Capallani   | Estadio Municipal de Sandia | 1 de septiembre | 14ː00   |
| Defensor Carata     | 1-1       | Cultural Tambillo | Estadio Municipal de Carata | 1 de septiembre | 13ː00   |

| Fecha 4           | Fecha 4   | Fecha 4             | Fecha 4                           | Fecha 4         | Fecha 4 |
| Local             | Resultado | Visitante           | Estadio                           | Fecha           | Hora    |
| ----------------- | --------- | ------------------- | --------------------------------- | --------------- | ------- |
| Cadec Capallani   | 4-3       | Racing de Cuyo Cuyo | Estadio Polideportivo de Azangaro | 5 de septiembre | 15ː00   |
| Cultural Tambillo | 2-0       | Defensor Carata     | Estadio Municipal de Macusani     | 4 de septiembre | 14ː00   |

| Fecha 5             | Fecha 5   | Fecha 5           | Fecha 5                           | Fecha 5         | Fecha 5 |
| Local               | Resultado | Visitante         | Estadio                           | Fecha           | Hora    |
| ------------------- | --------- | ----------------- | --------------------------------- | --------------- | ------- |
| Racing de Cuyo Cuyo | 1-1       | Cultural Tambillo | Estadio Municipal de Sandia       | 8 de septiembre | 14ː00   |
| Cadec Capallani     | 4-1       | Defensor Carata   | Estadio Polideportivo de Azangaro | 8 de septiembre | 15ː00   |

| Fecha 6           | Fecha 6   | Fecha 6             | Fecha 6                       | Fecha 6          | Fecha 6 |
| Local             | Resultado | Visitante           | Estadio                       | Fecha            | Hora    |
| ----------------- | --------- | ------------------- | ----------------------------- | ---------------- | ------- |
| Cultural Tambillo | 3-1       | Cadec Capallani     | Estadio Municipal de Macusani | 12 de septiembre | 15ː00   |
| Defensor Carata   | 2-5       | Racing de Cuyo Cuyo | Estadio Municipal de Carata   | 12 de septiembre | 15ː00   |

## Partido del mejor segundo
Debido a que diablos rojos y racing cuyo cuyo igualaron en puntos (10) se definiria un partido extra el ganador jugaria el cuadrangular final. En una sede única 
| Diablos Rojos vs Racing de Cuyo Cuyo                  | Diablos Rojos vs Racing de Cuyo Cuyo | Diablos Rojos vs Racing de Cuyo Cuyo | Diablos Rojos vs Racing de Cuyo Cuyo | Diablos Rojos vs Racing de Cuyo Cuyo | Diablos Rojos vs Racing de Cuyo Cuyo |
| Local                                                 | Resultado                            | Visitante                            | Estadio                              | Fecha                                | Hora                                 |
| ----------------------------------------------------- | ------------------------------------ | ------------------------------------ | ------------------------------------ | ------------------------------------ | ------------------------------------ |
| Diablos Rojos                                         | 3-1                                  | Racing de Cuyo Cuyo                  | Estadio Monumental de la UNAP        | 15 de septiembre                     | 14ː00                                |
| Diablos Rojos , gana por 3-1 y clasifica a la fase 3. |                                      |                                      |                                      |                                      |                                      |

## Fase 3
|  | Semifinales                               | Semifinales                               | Semifinales                               | Semifinales                               |   |                | Final                                              | Final                                              | Final                                              | Final                                              | Final                                              |  |
|  | De el 18 de septiembre a 22 de septiembre | De el 18 de septiembre a 22 de septiembre | De el 18 de septiembre a 22 de septiembre | De el 18 de septiembre a 22 de septiembre |   |                | De el 26 de septiembre (Suspendido) y (Suspendido) | De el 26 de septiembre (Suspendido) y (Suspendido) | De el 26 de septiembre (Suspendido) y (Suspendido) | De el 26 de septiembre (Suspendido) y (Suspendido) | De el 26 de septiembre (Suspendido) y (Suspendido) |  |
|  |                                           |                                           |                                           |                                           |   |                |                                                    |                                                    |                                                    |                                                    |                                                    |  |
|  |                                           |                                           |                                           |                                           |   |                |                                                    |                                                    |                                                    |                                                    |                                                    |  |
|  | Anba Peru                                 | Anba Peru                                 | 1                                         | 1(5)                                      |   |                |                                                    |                                                    |                                                    |                                                    |                                                    |  |
|  | Anba Peru                                 | Anba Peru                                 | 1                                         | 1(5)                                      |   |                |                                                    |                                                    |                                                    |                                                    |                                                    |  |
|  | Union soratira                            | Union soratira                            | 1                                         | 1(3)                                      |   |                |                                                    |                                                    |                                                    |                                                    |                                                    |  |
|  | Union soratira                            | Union soratira                            | 1                                         | 1(3)                                      |   | Union soratira | Union soratira                                     | -                                                  | -                                                  | -                                                  |                                                    |  |
|  |                                           |                                           |                                           |                                           |   | Union soratira | Union soratira                                     | -                                                  | -                                                  | -                                                  |                                                    |  |
|  |                                           |                                           | Diablos Rojos                             | Diablos Rojos                             | - | -              | -                                                  |                                                    |                                                    |                                                    |                                                    |  |
|  | Cultural Tambillo                         | Cultural Tambillo                         | Diablos Rojos                             | Diablos Rojos                             | - | -              | -                                                  | 3                                                  | 0                                                  |                                                    |                                                    |  |
|  | Cultural Tambillo                         | Cultural Tambillo                         |                                           |                                           |   |                |                                                    | 3                                                  | 0                                                  |                                                    |                                                    |  |
|  | Diablos Rojos                             | Diablos Rojos                             | 0                                         | 1                                         |   |                |                                                    |                                                    |                                                    |                                                    |                                                    |  |
|  | Diablos Rojos                             | Diablos Rojos                             | 0                                         | 1                                         |   |                |                                                    |                                                    |                                                    |                                                    |                                                    |  |
|  |                                           |                                           |                                           |                                           |   |                |                                                    |                                                    |                                                    |                                                    |                                                    |  |

### Semifinales
Partidosː  Fuenteː Liga departamental de Puno 
| Cultural tambillo Vs Diablos Rojos                                                                                         | Cultural tambillo Vs Diablos Rojos | Cultural tambillo Vs Diablos Rojos | Cultural tambillo Vs Diablos Rojos   | Cultural tambillo Vs Diablos Rojos | Cultural tambillo Vs Diablos Rojos |
| Local | Resultado                          | Visitante                          | Estadio                              | Fecha                              | Hora                               |
| --- | ---------------------------------- | ---------------------------------- | ------------------------------------ | ---------------------------------- | ---------------------------------- |
| Cultural Tambillo | 3 - 0                              | Diablos Rojos                      | Estadio Municipal de Macusani        | 18 de septiembre                   | 15ː00                              |
| Diablos Rojos | 1- 0                               | Cultural Tambillo                  | Estadio Guillermo Briceño RosaMerina | 22 de septiembre                   | 14ː00                              |
| Cultural Tambillo gana por global 3-1 y va a la final Diablos Rojos avanza tras la apelacion del caso de Cultural Tambillo |                                    |                                    |                                      |                                    |                                    |

| Anba Peru vs Union Soratira                         | Anba Peru vs Union Soratira | Anba Peru vs Union Soratira | Anba Peru vs Union Soratira          | Anba Peru vs Union Soratira | Anba Peru vs Union Soratira |
| Local                                               | Resultado                   | Visitante                   | Estadio                              | Fecha                       | Hora                        |
| --------------------------------------------------- | --------------------------- | --------------------------- | ------------------------------------ | --------------------------- | --------------------------- |
| Amba Peru                                           | 1 - 1                       | Union Soratira              | Estadio Guillermo Briceño RosaMerina | 18 de septiembre            | 15ː00                       |
| Union Soratira                                      | 1 - 1 (5-3 Penales)         | Amba Peru                   | Estadio Polideportivo de Azangaro    | 22 de septiembre            | 14ː00                       |
| Union Soratira gana por penales 5-3 y va a la final |                             |                             |                                      |                             |                             |

### Final
Partidosː  Fuenteː Liga departamental de Puno 
| Cultural tambillo Vs Union Soratira                       | Cultural tambillo Vs Union Soratira | Cultural tambillo Vs Union Soratira | Cultural tambillo Vs Union Soratira | Cultural tambillo Vs Union Soratira | Cultural tambillo Vs Union Soratira |
| Local                                                     | Resultado                           | Visitante                           | Estadio                             | Fecha                               | Hora                                |
| --------------------------------------------------------- | ----------------------------------- | ----------------------------------- | ----------------------------------- | ----------------------------------- | ----------------------------------- |
| Cultural Tambillo                                         | –                                   | Union Soratira                      | Suspendido                          | Suspendido                          | Suspendido                          |
| Union Soratira                                            | –                                   | Cultural Tambillo                   | Suspendido                          | Suspendido                          | Suspendido                          |
| Union Soratira campeona tras el caso de Cultural Tambillo |                                     |                                     |                                     |                                     |                                     |

|                          |
| Campeón Departamental    |
| Union Soratira 1º título |

## Clasifican a la etapa nacional de la Copa Perú del 2024
|                                                            |                                                                   |
| Unión Soratira Clasificó desde ː 22 de septiembre del 2024 | Diablos Rojos de Juliaca Clasificó desde ː 11 de octubre del 2024 |